# Roberto Saviano
Roberto Saviano (Nápoles, 22 de septiembre de 1979) es un periodista, escritor y ensayista italiano. En sus escritos y artículos utiliza el reportaje y la literatura para contar la realidad económica, territorial y de empresa de la Camorra en Italia y del crimen organizado en general.  
Principalmente influido por intelectuales como Giustino Fortunato y Gaetano Salvemini, los anarquistas Errico Malatesta y Mijaíl Bakunin, por el poeta Rocco Scotellaro y por otros autores de la cultura tradicional y conservadora como Ernst Jünger, Ezra Pound, Louis-Ferdinand Céline y Carl Schmitt, Saviano saltó a la fama en 2006 con la publicación de su novela Gomorra, en la que describe los negocios de la Camorra, basándose en hechos reales. La gran repercusión del libro - con más de dos millones de copias vendidas - provocó una reapertura del debate sobre el crimen organizado en Italia y le valió a Saviano amenazas de muerte de camorristas. El Ministerio del Interior italiano le proporciona una escolta permanente al escritor, que ha sido calificado por  Umberto Eco como héroe nacional. Decidió abandonar Italia después de que la prensa desvelara el 14 de octubre de 2008 que el clan de los Casalesi tenía previsto asesinarlo a él y a sus escoltas en un atentado antes de Navidad. Desde el 13 de octubre de 2006 vive bajo escolta permanente.
Roberto Saviano en Italia colabora con los periódicos La Repubblica, L'Espresso y The Post Internazionale; en Estados Unidos con The Washington Post y el New York Times; en España con El País; en Alemania con Die Zeit y Der Spiegel; en Suecia con Expressen y en Inglaterra con The Times. En 2013, publicó su segundo libro, CeroCeroCero. La obra, difundida en español un año más tarde por Anagrama, se centra en el análisis del negocio de la cocaína a nivel mundial y el rol que la droga juega en las finanzas internacionales. Desde 2015 está presente en la web con su propio proyecto editorial RSO - Roberto Saviano Online.

## Biografía
Hijo de un médico de Frattamaggiore (Nápoles), Luigi Saviano, y de Miriam Haftar, de familia judía con raíces en la región italiana de Liguria, se educó en Caserta en la escuela Liceo Scientifico Statale Armando Diaz y se graduó en filosofía en la Universidad Federico II de Nápoles, en la que fue alumno del histórico Francesco Barbagallo. Empezó su carrera periodística en 2002 escribiendo para numerosas revistas y periódicos, entre ellos: Pulp, Diario, Sud, Il Manifesto, la página web Nazione Indiana y colaborando como investigador para el observatorio sobre la camorra, parte del periódico Corriere del Mezzogiorno. Sus artículos sobre la camorra adquieron tal importancia que las autoridades judiciales, en los primeros meses del 2005, le invitaron a participar en una investigación sobre el crimen organizado.
En marzo de 2006 publicó su novela Gomorra, inspirada en hechos reales. Es autor, junto con Mario Gelardi, del espectáculo teatral homónimo y guionista de la película basada en su novela. El 10 de diciembre de 2009, en presencia del autor italiano Dario Fo, recibió el título de Socio Honorario de la Academia de Brera y el Diploma de Segundo Nivel en Comunicación y Didáctica del Arte honoris causa, el máximo reconocimiento del ateneo, equivalente a una licenciatura. Saviano dedicó sus reconocimientos a los meridionales italianos residentes en Milán. El 22 de enero de 2011 la Universidad de Génova le concedió un doctorado honoris causa en Derecho "por el aporte importante a la lucha contra la criminalidad y a la defensa del principio de legalidad en Italia". Saviano dedicó su reconocimiento a los magistrados de la Fiscalía de Milán que indagaban sobre el caso Ruby-gate, lo que dio lugar a una polémica con Marina Berlusconi, hija de Silvio Berlusconi y presidente de la casa editorial Arnoldo Mondadori.
El 27 de agosto de 2013, publicó una monografía dedicada a Enzo Baldoni, editada por Feltrinelli Editore, en la que se declara ateo. 
En junio de 2018, el ministro del Interior Matteo Salvini amenazó con levantar su protección policial tras sus críticas al gobierno.

## El casoGomorra
En realidad el libro ha molestado porque millones de personas lo han leído y porque ha activado una tensión mediática, televisiva, radiofónica, y de la prensa, que antes no tenían. Todo esto ha generado una respuesta del Estado mucho más importante, porque con la presión de los medios no se puede hacer como si nada, como se hacía hasta hace pocos años y como se sigue haciendo en algunas partes de Italia.

Yo sé y tengo pruebas. Yo sé cómo se originan las economías y dónde toman su olor. El olor del éxito y el de la victoria. Yo sé qué rezuman las ganancias. Yo sé. Y la verdad de la palabra no hace prisioneros porque todo lo devora y de todo es prueba. Y no debe arrastrar contrapruebas ni tramar sumarios. Observa, sopesa, mira, escucha. Sabe. No condena a ninguna celda y sus testigos no se retractan. Nadie se arrepiente. Yo sé y tengo las pruebas. Yo sé dónde se desvanecen los manuales de economía transformando sus fractales en materia, cosas, hierro, tiempo y contratos. Yo sé. Y lo saben mis pruebas, que no están escondidas en un pen drive a salvo en algún agujero bajo tierra. No tengo vídeos comprometedores en ningún garaje escondido de ningún pueblito inaccesible en la montaña. Tampoco poseo documentos en ciclostilo de los servicios secretos. Las pruebas son irrefutables por ser parciales, grabadas con el iris, contadas con palabras y templadas con emociones que han rebotado en hierro y madera. Yo veo, intuyo, miro, hablo, y así testifico, fea palabra que todavía puede valer cuando susurra: “es falso” al oído de quien escucha cantilenas rimadas y acariciadas por los mecanismos de poder. La verdad es parcial; en el fondo, si se pudiera reducir a una fórmula objetiva, sería química. Yo sé y tengo las pruebas. Luego cuento. Cuento estas verdades.
De la novela Gomorra

Saviano debuta «con un cuento imitando al escritor italiano Tommaso Landolfi y enviándolo al escritor Goffredo Fofi, que le hizo entender que aunque escribiera muy bien para la edad que tenía, escribía "gilipolleces"». Le aconsejó que escribiera acerca de donde venía. Saviano le debe mucho a escritores como Fofi o Gustaw Herling-Grudziński, escritores que él define como "combatientes", maestros que usan la pluma como arma.
En marzo de 2006, como parte de la colección Strade Blu de la casa editorial Mondadori, publica su primera novela Gomorra - Un viaje al imperio económico y al sueño de poder de la Camorra, un viaje en el mundo de los negocios y del crimen de la Camorra y de los lugares donde esta ha nacido y vive: la región Campania, Nápoles, Casal di Principe, San Cipriano d'Aversa, el agro aversano - un territorio en la provincia de Caserta - lugares en los que el autor creció, de los que da a conocer una realidad inédita a los ojos de los que no son de estos lugares. El libro habla de villas suntuosas de los jefes de la Camorra, de campos preñados de residuos tóxicos eliminados por cuenta de media Europa, de una población que no solo es cómplice con la criminalidad organizada, sino que incluso la protege y aprueba su labor. El autor nos cuenta de un Sistema (este es el verdadero nombre utilizado para referirse a la Camorra) que atrae nuevos jóvenes reclutas, haciéndoles creer que la suya es la única elección de vida posible, de jefes-niños convencidos de que la única manera de morir como un verdadero hombre sea la de morir asesinados, y de un fenómeno criminal influenciado por la espectacularización mediática, en el que los jefes se inspiran en la vestimenta y en los movimientos de las estrellas de cine. 
En agosto del 2009 el libro ha vendido más de 2,5 millones de copias solo en Italia y ha sido traducido en 52 países. En el resto del mundo Gomorra ha vendido cerca de 2 millones de copias. Está presente en las clasificaciones de best sellers en Alemania, Países Bajos, Bélgica, España, Francia, Suecia, Finlandia, Lituania, Albania, Israel, Líbano y Austria. 
En Gomorra se basan un espectáculo teatral homónimo, que le ha valido a Saviano el premio Olimpici del Teatro de 2008 como mejor autor de novedad italiana, y la homónima película ganadora en el Festival de Cannes del prestigioso Gran Premio Especial del Jurado. En el 2009, el largometraje, dirigido por Matteo Garrone, se adjudicó el Premio Tonino Guerra como mejor guion en el Festival Internacional de Cine de Bari. 
De la novela se extrajo la serie de televisión Gomorra -producida por Sky Italia, Fandango, Cattleya, Beta Film y el canal de televisión LA7-, con la supervisión del mismo Saviano y dirigida por Stefano Sollima (el mismo director de la conocida serie Romanzo Criminale), Francesca Comencini y Claudio Cupellini; la serie, compuesta de doce episodios, fue emitida por el canal Sky Atlantic a partir del 6 de mayo de 2014 y fue retransmitida por RAI 3 los sábados entre enero y febrero de 2015. Después del éxito obtenido, fue anunciada la producción de una segunda temporada de la serie, cuyo rodaje comenzó en abril de 2015. 
En el 2016, con la misma dirección y producción, empezará el rodaje de transposición de la obra CeroCeroCero, otra novela de Saviano publicada en 2013.

## Libros
- Gomorra - viaggio nell'impero economico e nel sogno di dominio della camorra. Segrate: Mondadori, 2006.

Publicado en español por la editorial Debate en 2007 bajo el título de Gomorra. Traducción de Teresa Clavel y Francisco J. Ramos Mena. ISBN 978-84-8306-721-5
- Il contrario della morte. Milan: Corriere della Sera, 2007.  ISBN 978-84-8306-836-6

Publicado en español por la editorial Debate en 2009 bajo el título de Lo contrario de la muerte. Traducción de Francisco J. Ramos Mena. ISBN 978 987 1117 70 3
- La bellezza e l'inferno. Scritti 2004/2009. Segrate: Mondadori, 2009.  ISBN 978-84-8306-872-4

Publicado en español por la editorial Debate en 2010 bajo el título de La belleza y el infierno. Traducción de Juan Vivanco.
- Zero Zero Zero. Milán: Feltrinelli Editore 2013. ISBN 978-88-0703-053-6

Publicado en español por la editorial Anagrama en 2014 bajo el título de CeroCeroCero: cómo la cocaína gobierna el mundo. Traducción de Mario Costa García.
- La paranza dei bambini. Milán: Feltrinelli Editore 2016. ISBN 978-88-0703-207-3

Publicado en español por la editorial Anagrama en 2017 bajo el título de La banda de los niños. Traducción de Juan Carlos Gentile Vitale.
- Bacio feroce. Milán: Feltrinelli Editore 2019. ISBN 978-84-3398-060-1

Publicado en español por la editorial Anagrama en 2020 bajo el título de Beso feroz. Es la continuación de La banda de los niños. Traducción de Juan Manuel Salmerón Arjona.
- Sono ancora vivo. Milán: Bao Publishing 2021. ISBN 978-84-1670-926-7

Publicado en español por la editorial Reservoir Books en 2022 bajo el título de Todavía estoy vivo. Traducción de Carlos Mayor Ortega.
- Los valientes están solos. Barcelona: Anagrama 2023. ISBN 978-84-339-2135-2

## Música
Roberto Saviano ha escrito junto al rapero napolitano Lucariello, miembro del grupo Almamegretta  "Cappotto di legno", una canción - musicalizada por Ezio Bosso- en la que se describe la historia de un sicario que se prepara para asesinar al mismo Saviano.

## Aparición en medios
El domingo 16 de marzo de 2014, Roberto Saviano fue entrevistado por el popular periodista español Jordi Évole. En esta aparición el periodista italiano defendía la tesis de que la mayoría de la mafias europeas de narcotraficantes utilizaban la península ibérica y más concretamente España como puerta de entrada de la droga, por su situación geográfica y sus buenas relaciones con los países latinoamericanos. También Saviano notificaba que el negocio de la cocaína se extiende hasta el valor de 400.000 millones de dólares por año.

## Adaptaciones de su obra

### Cine
- Gomorra (2008), del director italiano Matteo Garrone. Saviano colaboró en el guion, que adapta la novela homónima. La película ganó el Gran Premio en el Festival de Cannes de 2008, así como el premio Città di Roma – Arcobaleno Latino 2008.
- Tatanka (2011), dirigida por Giuseppe Gagliardi. La película adapta el cuento homónimo del libro La belleza y el infierno y obtuvo 3 nominaciones al Nastro d'argento de 2011.
- Piraña: Los niños de la Camorra (2019), dirigida por Claudio Giovennnesi y coescrita por el propio Saviano. La película adapta la novela La banda de los niños y obtuvo 3 nominaciones a los Premios David di Donatello de 2019.
- Sono ancora vivo (TBA), dirigida por el proprio Saviano. La película adaptarà la novela gráfica Todavía estoy vivo.[15]

### Televisión
- Gomorra: La serie. Producida por Sky Italia y creada por el propio Saviano, con dirección principal de Stefano Sollima, parte de la novela homónima. En 2019 tuvo una precuela en forma de película, El inmortal: una película de Gomorra, dirigida y protagonizada por Marco d'Amore centrada en el pasado de su personaje en la serie, Ciro di Marzio.
- ZeroZeroZero. Producida por Amazon Prime y dirigida por Stefano Sollima, la serie adapta el libro homónimo de Saviano.

### Teatro
- Gomorra, dirigida por Matteo Garrone, solo estrenada en Italia.
- Tatanka, dirigida por Giuseppe Gagliardi, solo estrenada en Italia.
- La paranza dei bambini, dirigida por Claudio Giovannesi, solo estrenada en Italia.